# Kamenica nad Hronom
Kamenica nad Hronom, ungarisch Garamkövesd (bis 1927 slowakisch „Kevežd nad Hronom“ oder „Hronská Kamenica“) ist eine Gemeinde im Westen der Slowakei, mit 1218 Einwohnern (Stand 31. Dezember 2024). Sie gehört zum Okres Nové Zámky, einem Kreis des übergeordneten Nitriansky kraj. Die Bevölkerung ist überwiegend ungarischsprachig, es existiert auch eine slowakische Minderheit.

## Geographie

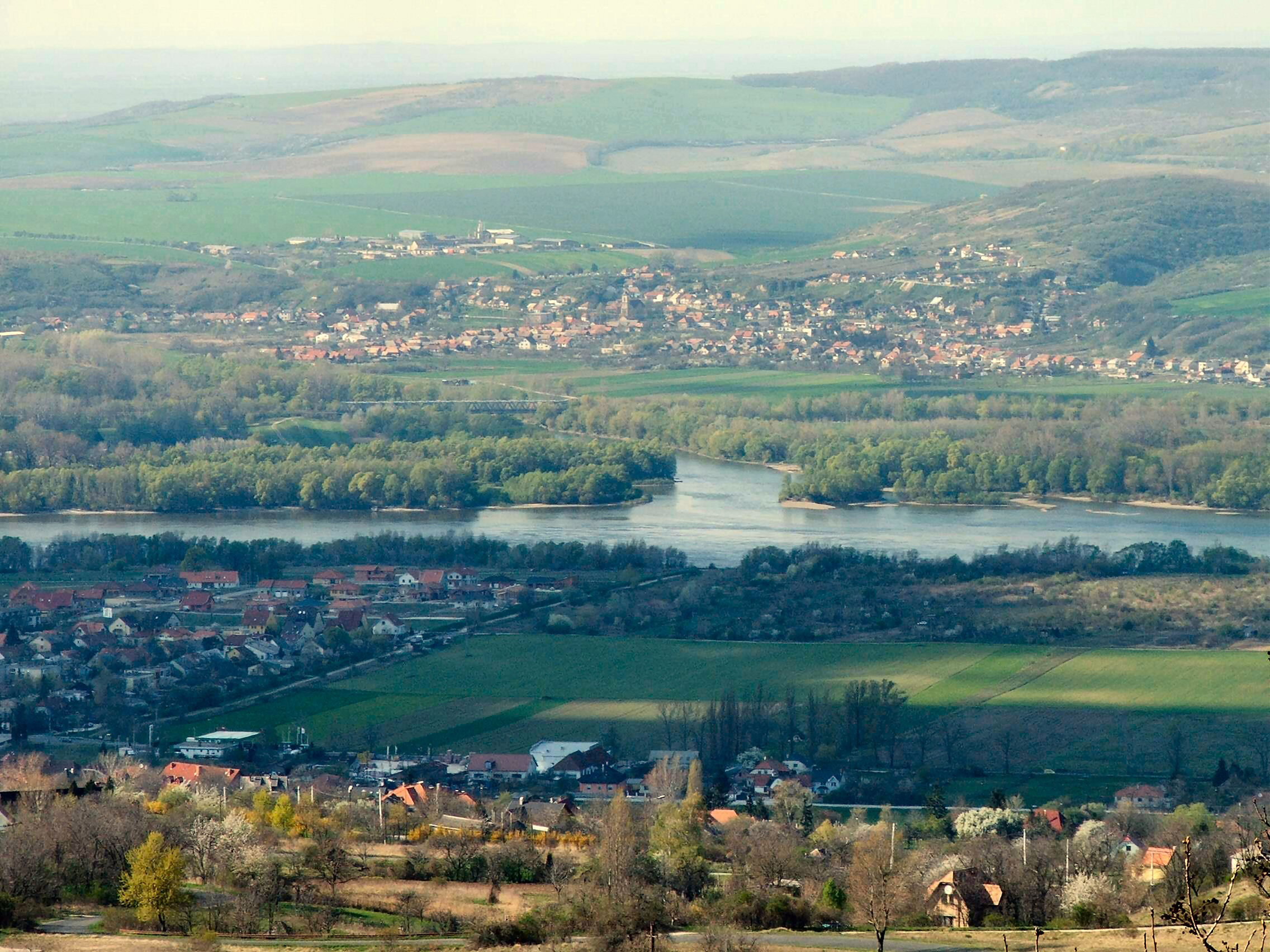
Kamenica nad Hronom und Mündung des Hron in die Donau, vom ungarischen Esztergom aus gesehen

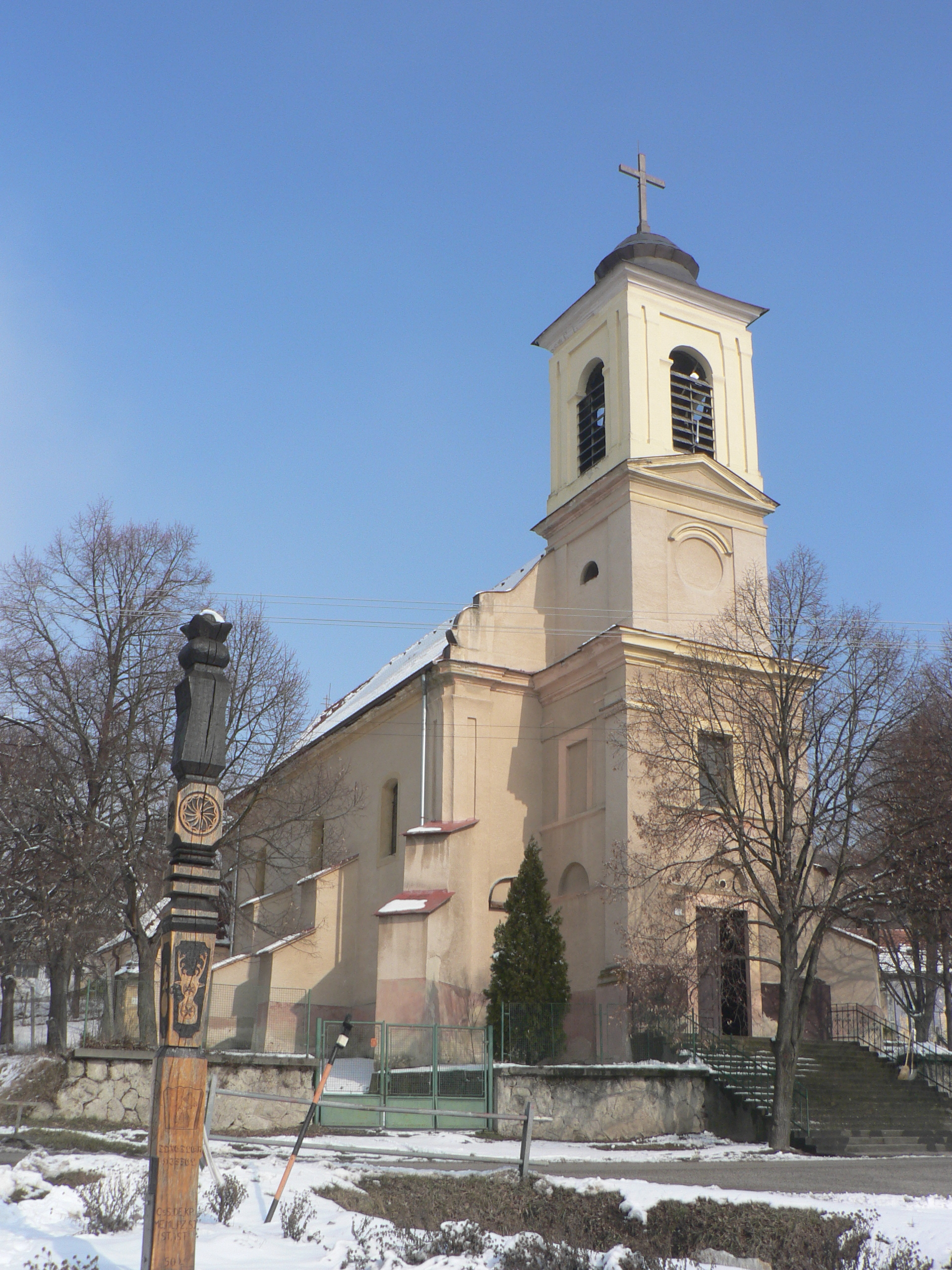
Kirche im Ort

Die Gemeinde liegt im Donauhügelland, einem Teil des slowakischen Donautieflands am Fuße des Burda-Gebirges. Sie erstreckt sich am rechten Ufer des Hron, unmittelbar vor der Mündung in die Donau gegenüber der ungarischen Stadt Esztergom. Dazu fließt von Bajtava aus der Bach Bajtavský potok in den Hron. Im Burda-Gebirge erstreckt sich das Schutzgebiet Kováčovské kopce-juh. Kamenica nad Hronom ist fünf Kilometer von Štúrovo entfernt.
Verwaltungstechnisch gliedert sich die Gemeinde in die Gemeindeteile Kamenica nad Hronom und Kováčov (flussabwärts nach Chľaba). Am Ort vorbei führt die Bahnstrecke Bratislava–Budapest.

## Geschichte
Der Ort wurde zum ersten Mal 1320 als Kuesd schriftlich erwähnt und gehörte weitgehend zum Gut des Graner Kapitels. Während der türkischen Herrschaft im 15. und 16. Jahrhundert verfiel der Ort langsam. Die Bevölkerung war in Landwirtschaft und Weinbau beschäftigt.
Bis 1919 gehörte der Ort im Komitat Hont zum Königreich Ungarn und kam danach zur Tschechoslowakei. 1938–45 war er auf Grund des Ersten Wiener Schiedsspruchs noch einmal Teil Ungarns.

## Bevölkerung
| Jahr                | 1994 | 2004    | 2014    | 2024     |
| ------------------- | ---- | ------- | ------- | -------- |
| Anzahl der Personen | 1321 | 1323    | 1396    | 1218     |
| Unterschied         |      | +0,15 % | +5,51 % | −12,75 % |

| Jahr                | 2023 | 2024    |
| ------------------- | ---- | ------- |
| Anzahl der Personen | 1233 | 1218    |
| Unterschied         |      | −1,21 % |